# Barbarathermen
| \| \|                                                             |
| Barbarathermen ca. 360/370 n. Chr. (Modell im Landesmuseum Trier) |
| Zum Anklicken des Bildes bitte näher am Bildrand klicken.         |

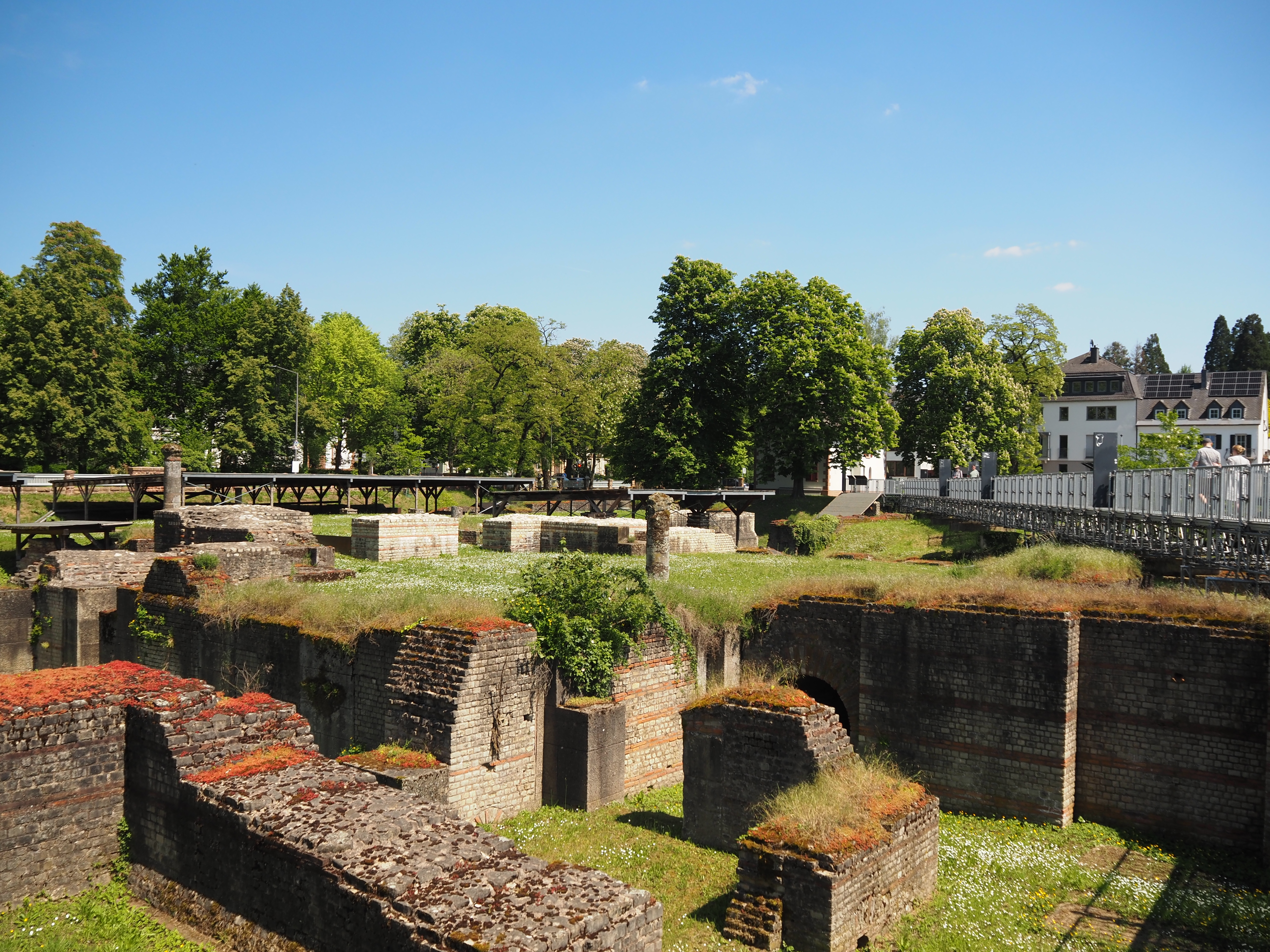
Barbarathermen 2024

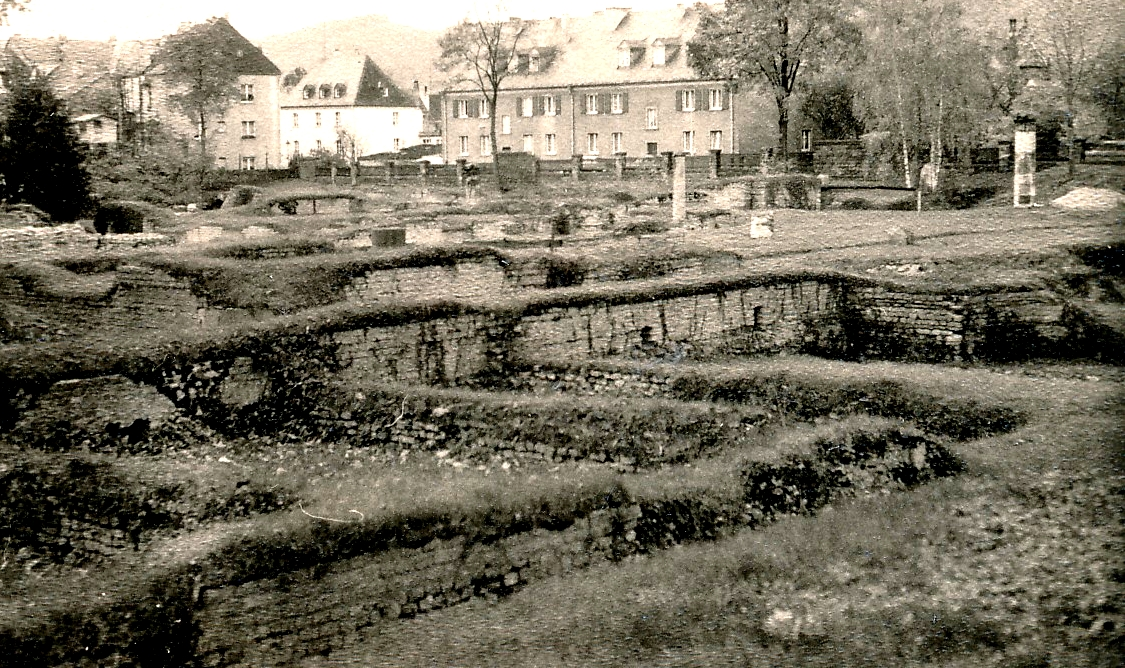
Barbarathermen 1970

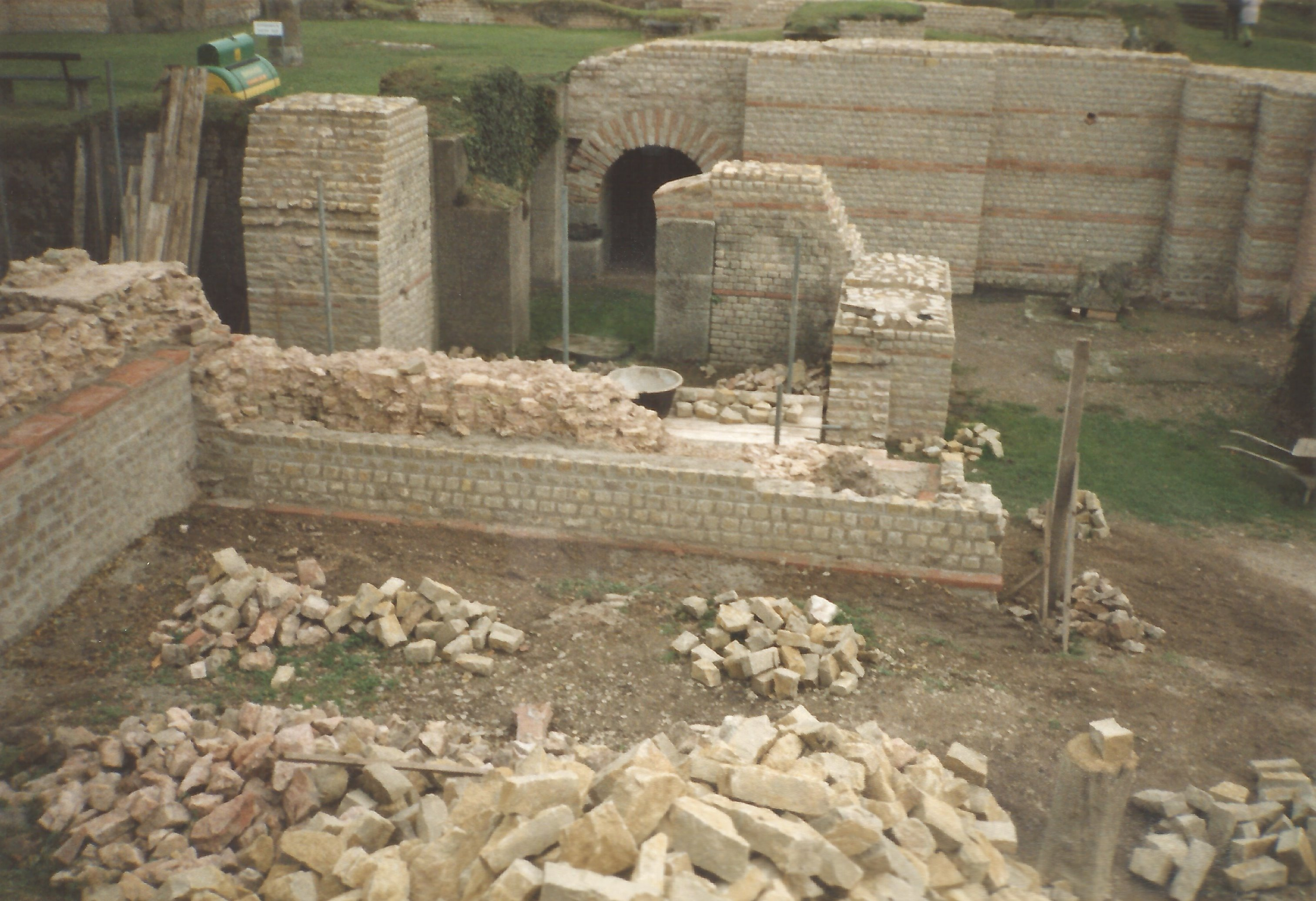
Konservierung und Restaurierung der originalen, römischen Mauerreste im Fundamentbereich (1990).

Die Barbarathermen in Trier (Augusta Treverorum) sind die römische Thermenanlage mit der größten Grundfläche, die nördlich der Alpen errichtet wurde. Seit 1986 sind die Barbarathermen Teil des UNESCO-Welterbes Römische Baudenkmäler, Dom und Liebfrauenkirche in Trier.

## Baugeschichte
Die Barbarathermen wurden in der zweiten Hälfte des 2. Jahrhunderts n. Chr. errichtet. Zu dieser Zeit war die Thermenanlage am Viehmarkt wahrscheinlich zu klein für die wachsende Stadtbevölkerung geworden. Die Thermen hatten zur Entstehungszeit Ausmaße von 172 m × 240 m (42.500 m²). Sie überdeckten damit zwei Wohnblöcke und eine Straße. Die Wasserversorgung der Thermen erfolgte durch die Ruwerwasserleitung.
Das gewaltige Bauprogramm kann nur als staatlich finanziertes Projekt erklärt werden. Zur Zeit ihrer Entstehung waren die Barbarathermen die zweitgrößte Thermenanlage im römischen Reich, nur die Trajansthermen in Rom waren von der Fläche größer.
Die Germaneneinfälle des 3. Jahrhunderts überstand die Thermenanlage anscheinend ohne größere Schäden. Münz- und Keramikfunde bezeugen eine Nutzung bis zum Ende des 4. Jahrhunderts. Der Betrieb wurde mit den Zerstörungen Triers zu Beginn des 5. Jahrhunderts eingestellt. Umbauten zu Wohnzwecken sind erkennbar, die als Beginn der Vorstadt St. Barbara gedeutet werden.

### Spätere Nutzung
Die Größe der Anlage führte in nachrömischer Zeit zu verschiedenen Nutzungen. Neben der Verwendung als Steinbruch sind verschiedene Einbauten von Gebäuden erfasst. Frühchristliche Grabinschriften deuten auf eine Kirche, möglicherweise bereits in merowingischer Zeit, hin. Im 11. Jahrhundert nannte sich ein Ministerialengeschlecht nach der Nähe zur Brücke de Ponte. Auf dieses dürften verschiedene mittelalterliche wehrhafte Einbauten zurückzuführen sein, die auf der Stadtansicht von Matthäus Merian und einer Zeichnung von Alexandre Wiltheim um 1620 als Ruine zu erkennen sind. Diese beiden sind die einzigen detaillierten Zeichnungen des Baus und gleichzeitig die letzten: Ab 1611 dienten die Barbarathermen als Steinbruch für den Bau des Jesuitenkollegs, die übrig gebliebenen Reste sprengte 1675 der französische General Vignory im Eroberungskrieg des französischen Königs Ludwig XIV., um im Umkreis der Stadt Trier aus taktischen Gründen ein freies Feld zu schaffen.
Der Name der Thermen geht auf die Pfarrkirche St. Barbara zurück. Weitere Kirchengebäude könnten sich ebenfalls auf dem großen Thermengelände außerhalb des mittelalterlichen Mauerrings befunden haben. Der Standort der Kirche St. Maria ad Pontem ist weitgehend unbekannt, da sie 1675 von französischen Truppen gesprengt wurde. Zu dieser Zeit hatte der rücksichtslose Umgang mit den antiken Hinterlassenschaften allerdings schon eine gewisse Tradition. Bereits Kaiser Maximilian I. ließ die noch aufrecht stehenden Gebäudeteile der Thermen während des Trierer Reichstages 1512 zu Testzwecken mit Kanonen beschießen.

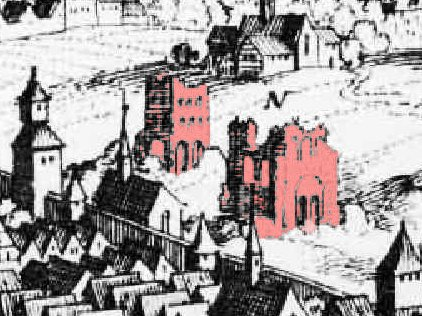
Ruinen der Barbarathermen ca. 1548,[4] Merian-Stich von 1646 (Färbung nicht im Original)
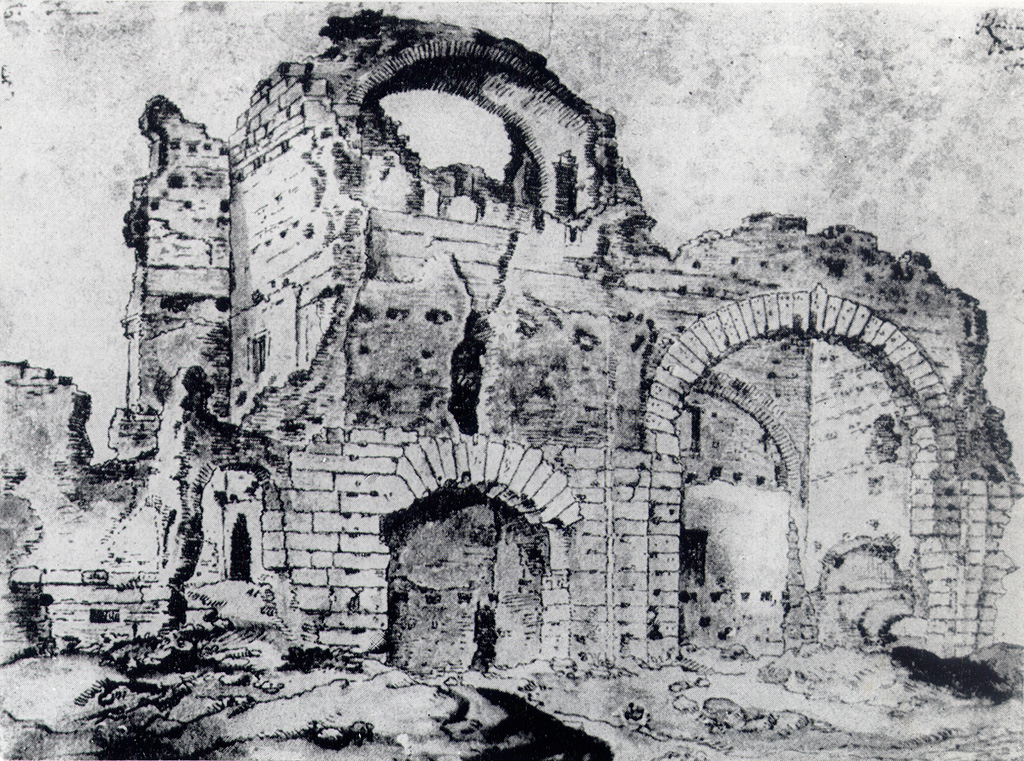
Ruinen der Barbarathermen vor 1611
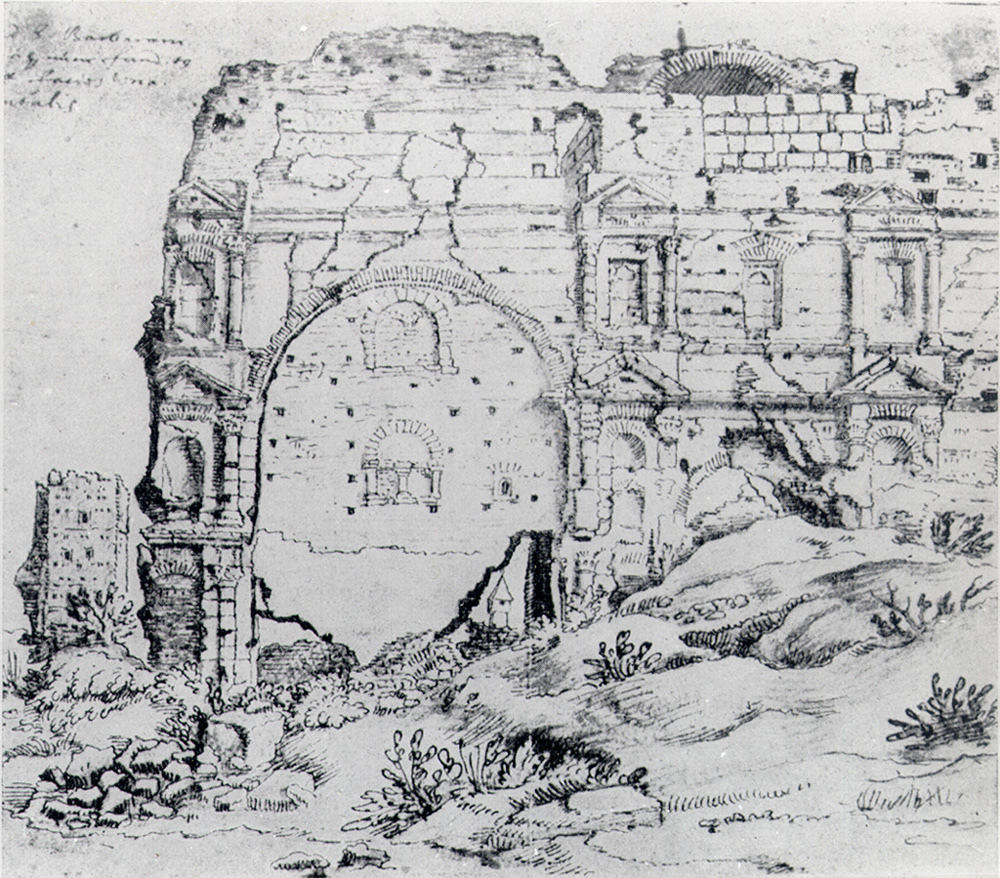
Ruinen der Barbarathermen vor 1611, links klein der Richardsturm
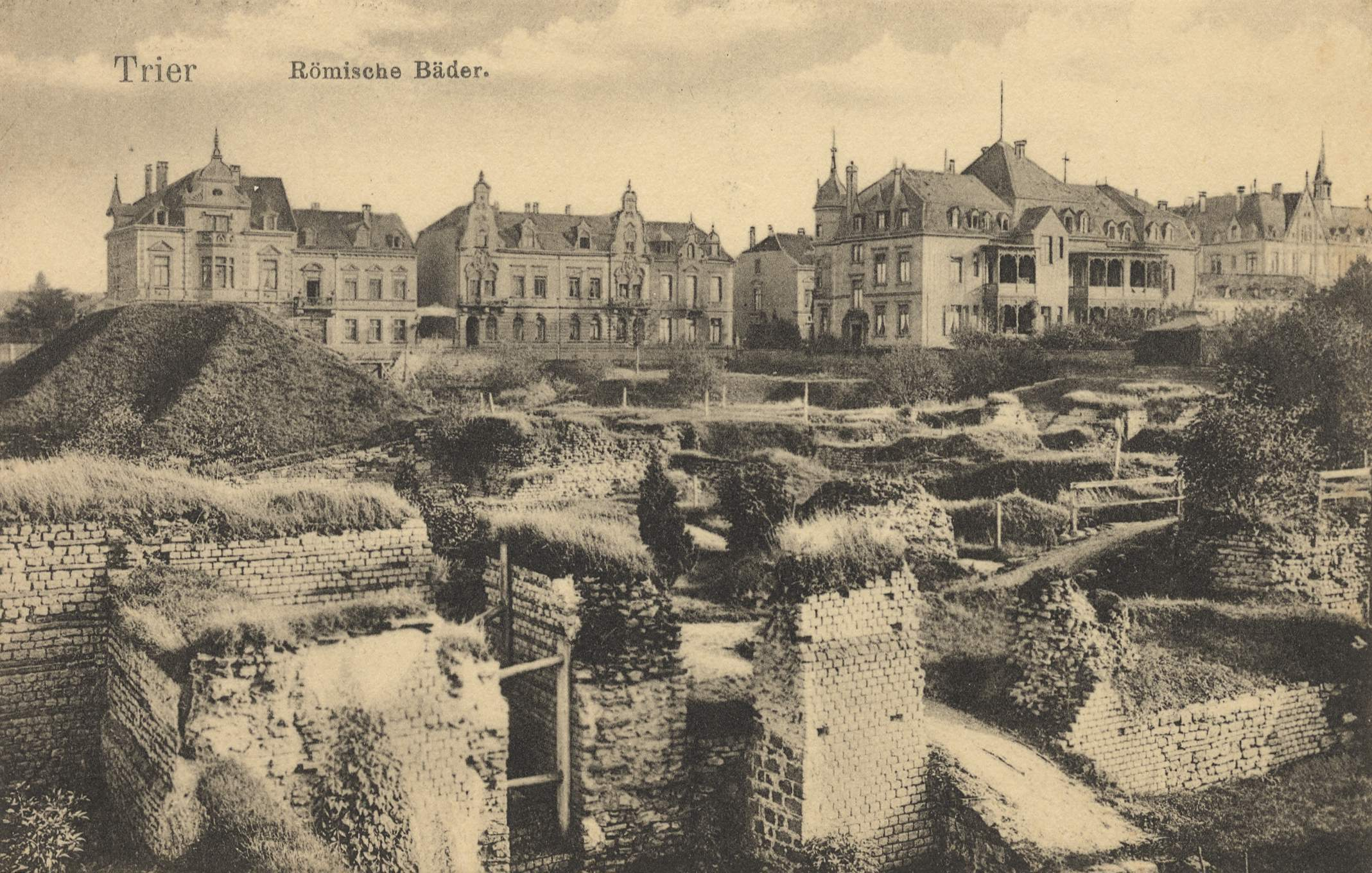
Zustand um 1900

### Heutiger Zustand

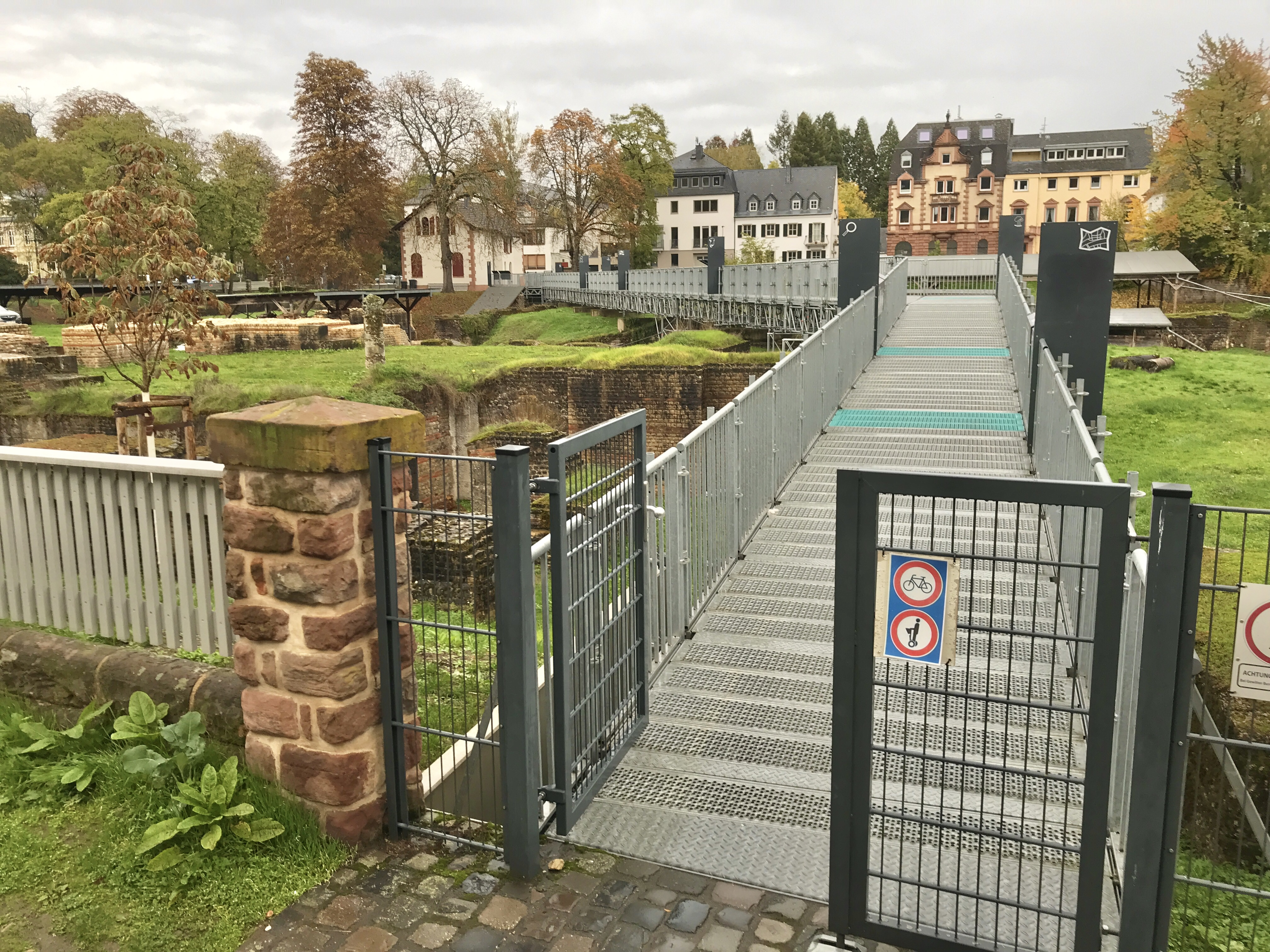
Hintereingang, Stand 2022.

Die Anlage war seit dem Jahr 2000 für Besucher gesperrt, um die Ruinen zu restaurieren. Seit dem 23. Juli 2015 ist die Anlage wieder für Besucher geöffnet. Mithilfe eines neu angelegten Stegs ist eine Besichtigung seitdem wieder möglich. Der Startpunkt zur Begehung der Therme liegt am Beginn der Friedrich-Wilhelm-Straße. Die Anlage ist mit Öffnungszeiten ohne Eintritt zugänglich und der Steg ist mit Infotafeln ausgestattet.

## Anlage

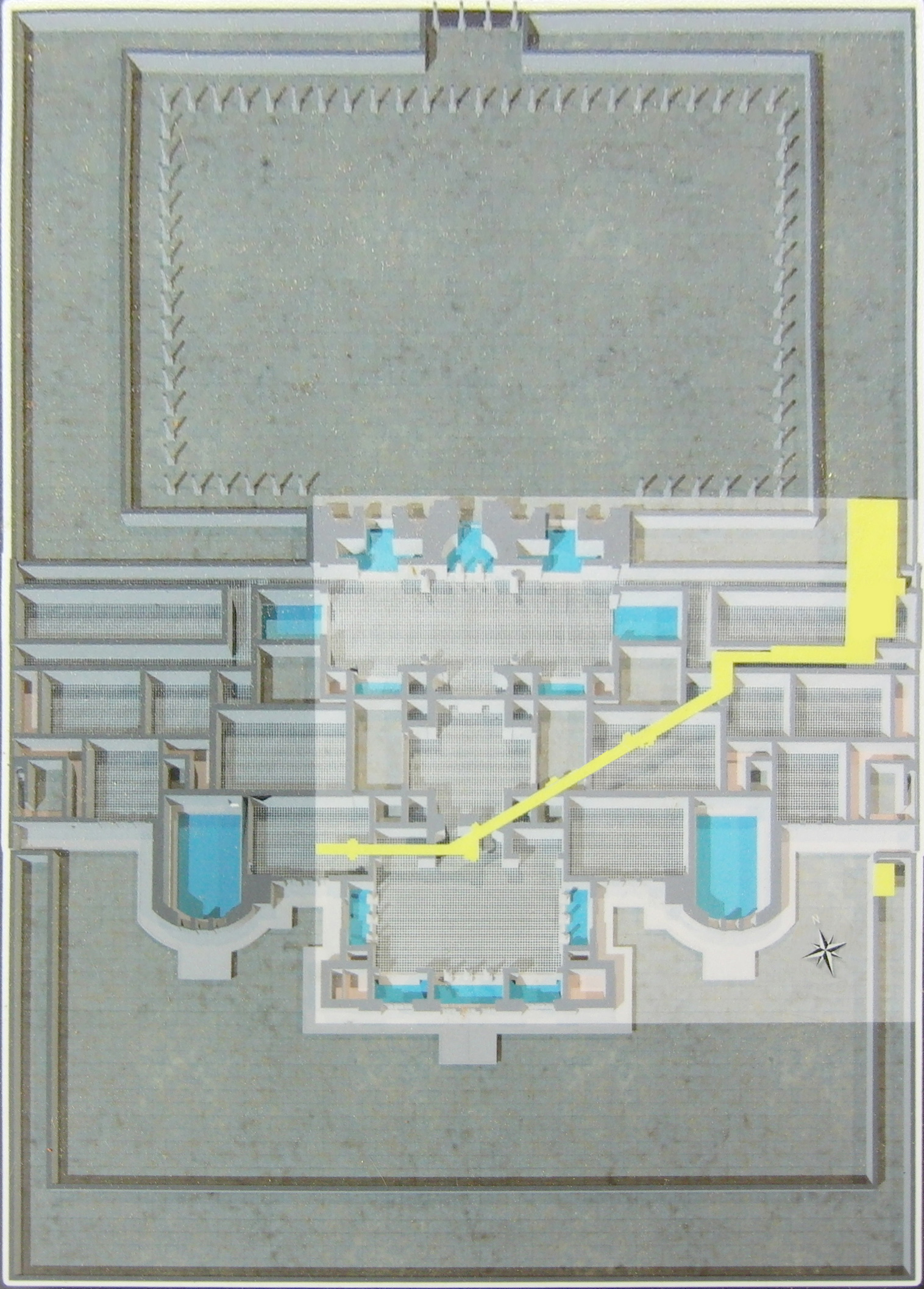
Grundriss der Thermenanlage, in gelb der heutige Besucherzugang.

Das Thermengebäude mit einer Größe von 172 m × 96 m war entlang einer von Norden nach Süden verlaufenden Achse geplant, wobei die beiden weitgehend identischen Badetrakte spiegelsymmetrisch links und rechts der Achse lagen. Der langen Eingangsfront im Norden war der große Hof der Palaestra vorgelagert, die durch eine Portikus begrenzt war.
Mehreren Nischen und Apsiden an der Nordseite der Fassade entsprechen kleinere Kaltwasserbecken an der Innenseite. Ein daran südlich anschließender größerer Raum besaß ein Kreuzgratgewölbe. An diesen schloss sich das zentrale Laubad (Tepidarium) an, ein kreuzförmiger beheizter Raum. Das Heißbad (Caldarium) mit einer Größe von 20 m × 30 m sprang weit aus der südlichen Gebäudefront hervor. Entlang der Wände befanden sich mit Pfeilern und Säulen gegliederte Nischen, die rechteckige Becken sowie zwei Kesselräume enthielten. Aus der südlichen Gebäudefront ragten zwei Großwannen (13 m × 23 m) als Apsiden heraus. Diese waren über Wandelhallen zu erreichen.
Der Grundriss, der zahlreiche hohe Hallen und dazwischen niedrigere Verbindungsglieder aufwies, war so konzipiert, dass alle Räume natürliches Tageslicht erhielten und leicht zu belüften waren. Die zahlreichen Apsiden sind eine typische Bauform des fortgeschrittenen 2. Jahrhunderts n. Chr. Der Grundriss der Barbarathermen weist große Ähnlichkeit mit den hadrianischen Thermen von Leptis Magna auf.